# Gornja Tušimlja
Gornja Tušimlja (en serbe cyrillique : Горња Тушимља) est un village de Serbie situé sur le territoire de la Ville de Novi Pazar, district de Raška. Au recensement de 2011, il comptait 18 habitants.

## Démographie
| 1948 | 1953 | 1961 | 1971 | 1981 | 1991 | 2002 | 2011 |
| ---- | ---- | ---- | ---- | ---- | ---- | ---- | ---- |
| 121  | 125  | 121  | 91   | 75   | 44   | 33   | 18   |

|  |